# سميرة روتشا
سميرة روتشا (بالبرتغالية: Samira Rocha) (26 يناير 1989 في البرازيل - ) هي لاعبة كرة يد برازيلية في مركز جناح ‏. شاركت في الألعاب الأولمبية الصيفية 2012. ولعبت مع Mios Biganos Handball ‏.

## وصلات خارجية
- سميرة روتشا على موقع الاتحاد الأوروبي لكرة اليد (الإنجليزية)
- سميرة روتشا على موقع أوليمبيديا (الإنجليزية)
- سميرة روتشا على موقع اللجنة الأولمبية البرازيلية (البرتغالية)